# Сен Фелисјен (Квебек)
Сен Фелисјен (фр. Saint-Félicien) је град у Канади у покрајини Квебек. Према резултатима пописа 2011. у граду је живело 10.278 становника.

## Становништво
Према резултатима пописа становништва из 2011. у граду је живело 10.278 становника, што је за 1,9% мање у односу на попис из 2006. када је регистровано 10.477 житеља.
| 2006.  | 2011.  |
| ------ | ------ |
| 10.477 | 10.278 |